# Mathieu Denis
Mathieu Denis (Soissons, 19 luglio 1977) è uno schermidore francese.

## Biografia
Nei campionati europei di scherma ha conquistato una medaglia di bronzo a Zalaegerszeg nel 2005 nella gara di spada individuale.

## Palmarès
In carriera ha conseguito i seguenti risultati:
- Europei di scherma

Zalaegerszeg 2005: bronzo nella spada individuale.